# 오미야시
오미야시(일본어: 大宮市)는 일본 사이타마현에 있던 도시이다. 2001년에 우라와 시, 요노 시와 합쳐져 사이타마시를 이루었다. 2003년 4월 1일 이래로 이전의 오미야 시 지역은 사이타마 시의 기타구, 미누마구, 니시구, 오미야구가 되었다.

## 역사
에도 시대에 에도와 교토를 연결하는 나카센도에 있는 마을이었다. 1889년에 정촌제 시행으로 오미야정이 성립되었다. 1923년 간토 대지진 이후 분재원들이 도쿄에서 이전해와 오미야 분재촌을 이루었다. 1940년에 오미야정은 주변의 촌을 합병하여 오미야시를 이루었다.
2001년 5월 1일에 오미야 시와 요노시, 우라와시가 합쳐져 사이타마시가 성립되었다. 2003년 4월 1일에 사이타마시가 정령지정도시가 되면서 예전의 오미야시 지역은 기타구, 미누마구, 니시구, 오미야구로 나뉘었다.